# Giliastrum acerosum
Giliastrum acerosum är en blågullsväxtart som först beskrevs av Asa Gray, och fick sitt nu gällande namn av Per Axel Rydberg. Giliastrum acerosum ingår i släktet Giliastrum och familjen blågullsväxter. Inga underarter finns listade i Catalogue of Life.